# Porelloides laevis
Porelloides laevis är en mossdjursart som först beskrevs av Fleming 1828.  Porelloides laevis ingår i släktet Porelloides och familjen Bryocryptellidae. Arten är reproducerande i Sverige. Inga underarter finns listade i Catalogue of Life.